# Graphorkis lurida
Graphorkis lurida är en orkidéart som först beskrevs av Olof Swartz, och fick sitt nu gällande namn av Carl Ernst Otto Kuntze. Graphorkis lurida ingår i släktet Graphorkis och familjen orkidéer. Inga underarter finns listade i Catalogue of Life.
Artens utbredningsområde som tropiska Afrika.

## Bildgalleri

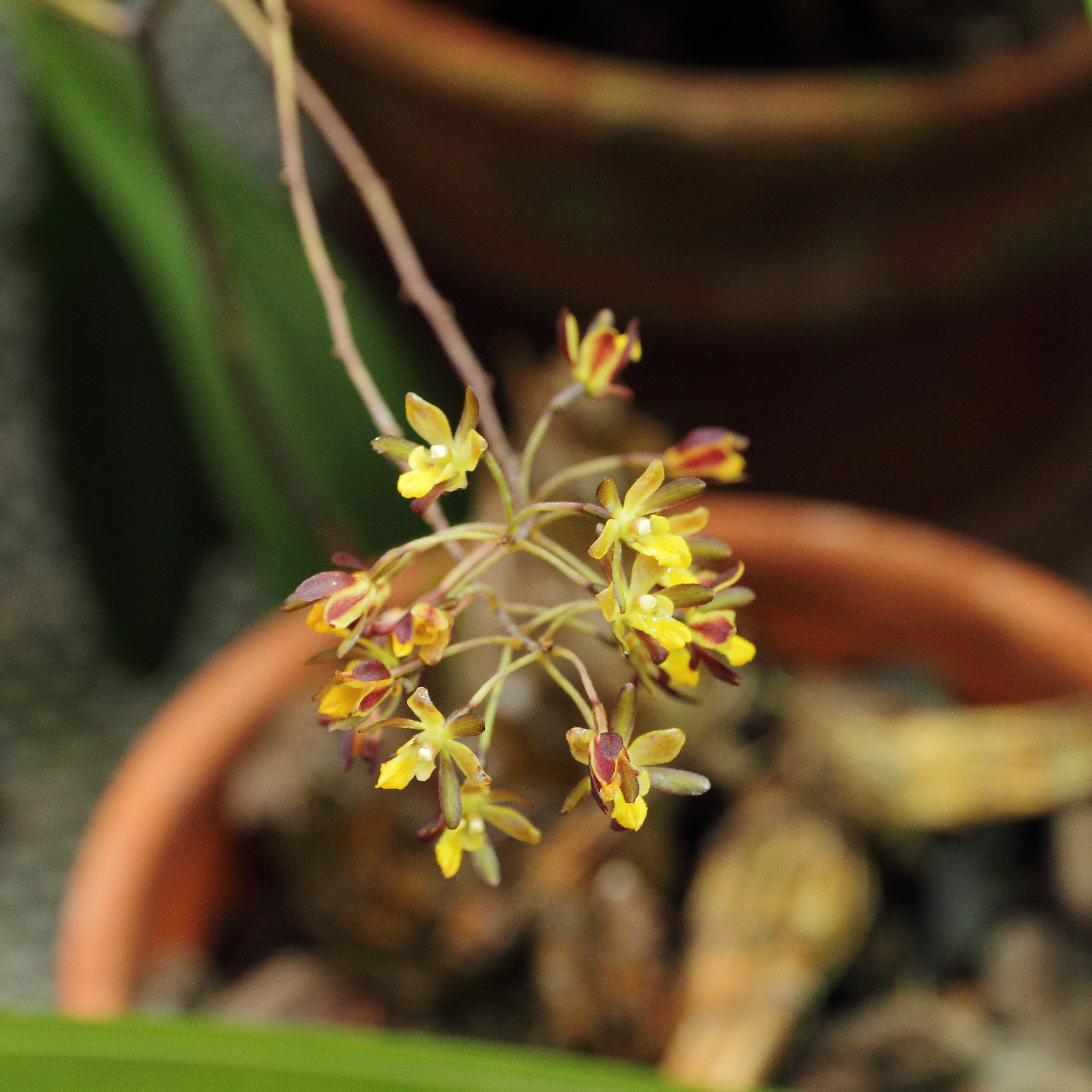
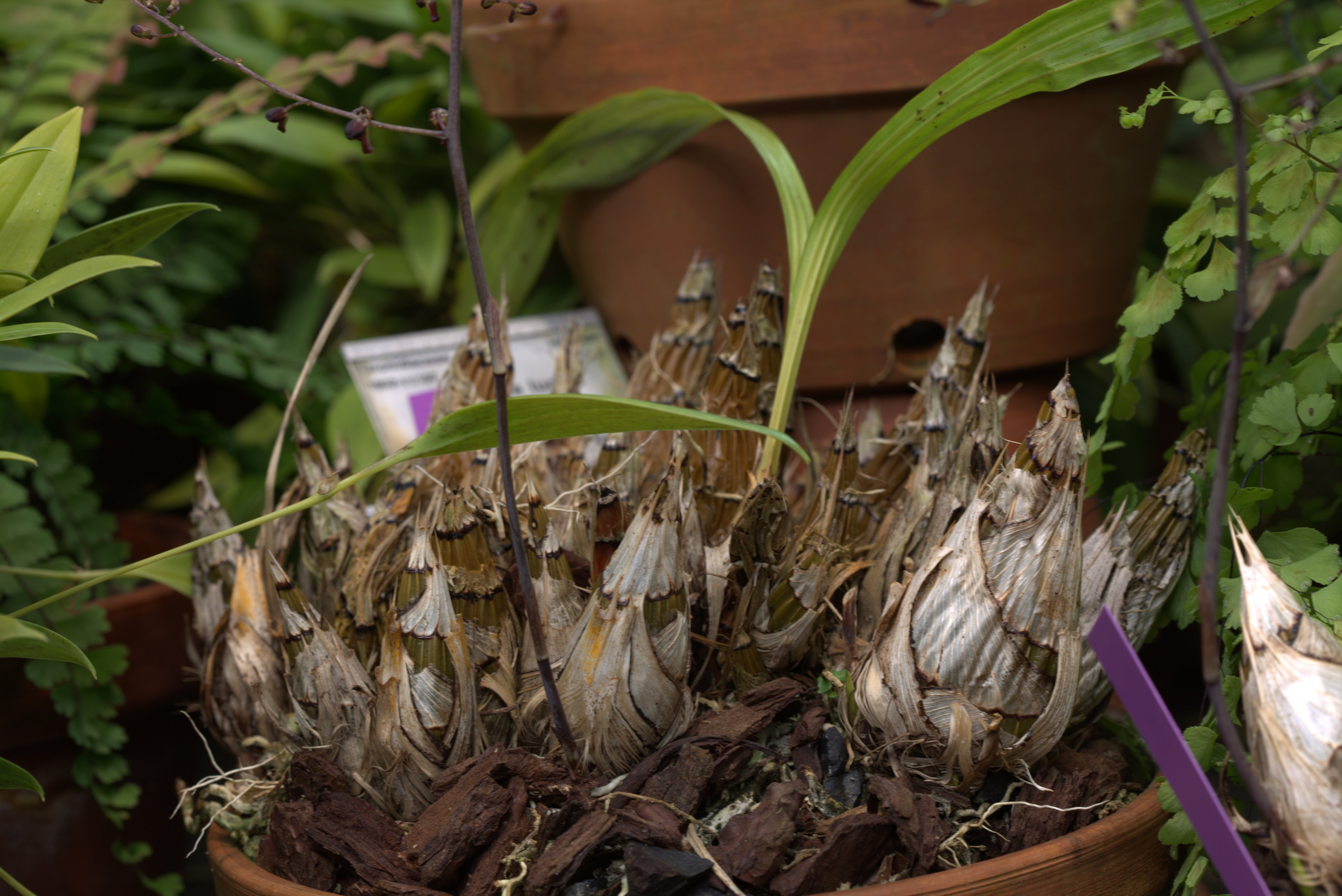
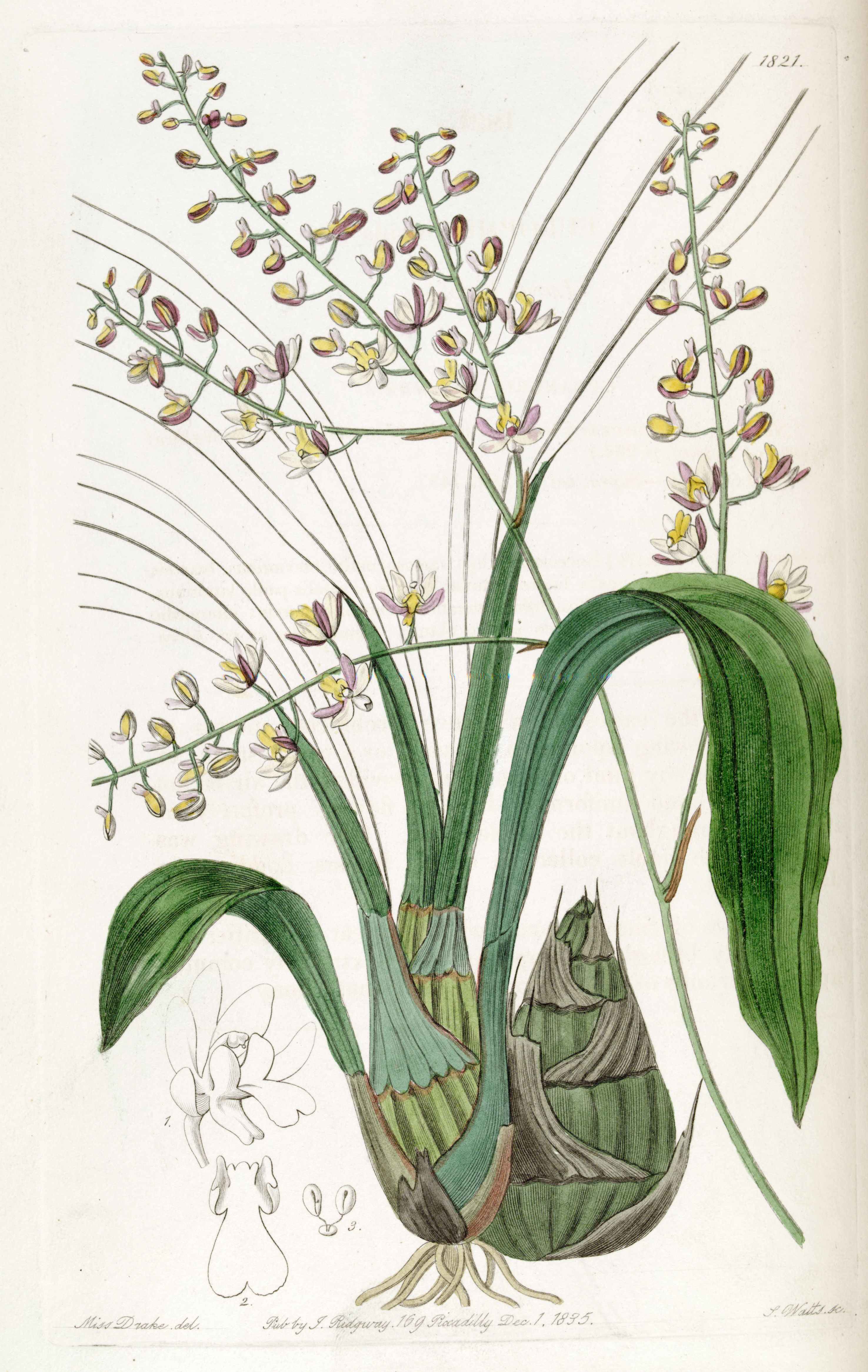